# Capuliato
Capuliato is een traditionele saus uit de Siciliaanse keuken op basis van gedroogde tomaten. Het is afkomstig uit de Siciliaanse gemeente Vittoria in de provincie Ragusa. De term 'capuliato' betekent zoveel als '(fijn)gehakt'.

## Geschiedenis
De tomaat was in Europa aanvankelijk alleen in gebruik als sierplant, pas in de 19e eeuw ging men de vrucht als voedsel beschouwen en in de keuken gebruiken. Omdat tomaten in de winter niet beschikbaar waren, werden ze in zuidelijke landen 's zomers ter conservering gedroogd. Grof gehakt of gemalen en met toevoeging van kruiden en olijfolie maakte men in Vittoria met deze tomaten capuliato, een soort saus die in de wintermaanden bij pasta en bij brood werd gegeten.

## Bereiding
De tomaten worden gewassen, gesneden, gezouten en in de zon gedroogd. Vervolgens worden ze gehakt of gemalen en meestal in olie samengevoegd met basilicum of oregano en andere ingrediënten naar keuze zoals knoflook en chilipeper. Capuliato wordt gebruikt om pasta, brood of andere voedingsmiddelen te begeleiden.
Het traditionele zelf maken is deels vervangen door productiebedrijven die de saus op industriële schaal vervaardigen. Ze zijn vooral gevestigd in de gemeente Vittoria.

## Toepassing
De klassieke pasta al capuliato bevat knoflook, basilicum of peterselie, olijfolie en gedroogde tomaat. Soms worden nog paneermeel, geraspte kaas en specerijen toegevoegd. Meestal wordt de saus bij een lange pasta zoals spaghetti gegeten.
Brood kan worden gegeten met capuliato van tomaat en olijfolie met daarnaast ingrediënten als kaas, ansjovis, oregano, basilicum of chilipeper.